# 장군 보광사 산신도
장군 보광사 산신도(將軍 普光寺 山神圖)는 세종특별자치시 장군면, 보광사에 있는 일제강점기에 만들어진 산신도이다.
2007년 9월 20일 충청남도의 문화재자료 제397호 공주 보광사 산신도로 지정되었다가, 행정구역 개편에 따라 2012년 12월 31일 세종특별자치시의 문화재자료 제11호 장군 보광사 산신도로 재지정되었다.

## 개요
보광사 산신도는 소나무 아래에 앉아있는 산신과 호랑이, 그 옆으로 쟁반에 주전자와 찻잔을 든 동자, 그리고 포도와 산삼, 영지버섯을 들고 있는 동자로 구성되어 있다. 배경으로 붉은 해와 둥근 모양으로 잎을 채색한 소나무, 먼산의 능선은 푸른색으로 가까이 있는 산은 검은색으로 능선을 그리고 푸른 태점으로 마무리하였는데 마치 민화 그림을 보는 듯 경쾌하고 재미있는 모습이다.
보광사 산신도는 흐트러짐이 없이 안정된 구도에 민화성이 강조된 그림이다. 투명한 망건 등은 전통을 계승하면서도 산신과 같은 비율로 그려진 동자의 모습이라든지 구체적이고 정확한 지물의 표현 등이 특징이다. 특히 민화 또는 무속화와 불화가 결합된 모습을 보여주고 있어 주목된다.

## 같이 보기
- 보광사

## 참고 자료
- 장군 보광사 산신도 - 국가유산청 국가유산포털
- 장군 보광사 산신도 - 세종특별자치시 문화/관광